# Додсон (Луїзіана)
Додсон (англ. Dodson) — селище (англ. village) в США, в окрузі Вінн штату Луїзіана. Населення — 294 особи (2020).

## Географія
Додсон розташований за координатами 32°4′51″ пн. ш. 92°39′31″ зх. д. / 32.08083° пн. ш. 92.65861° зх. д. (32.080777, -92.658716).  За даними Бюро перепису населення США в 2010 році селище мало площу 5,84 км², уся площа — суходіл.

## Демографія
Згідно з переписом 2010 року, у селищі мешкало 337 осіб у 139 домогосподарствах у складі 91 родини. Густота населення становила 58 осіб/км².  Було 173 помешкання (30/км²).
Расовий склад населення:
| - 77,7 % — білих - 19,6 % — чорних або афроамериканців - 0,3 % — корінних американців - 0,3 % — азіатів |

До двох чи більше рас належало 2,1 %. Частка іспаномовних становила 1,2 % від усіх жителів.
За віковим діапазоном населення розподілялося таким чином: 24,0 % — особи молодші 18 років, 60,9 % — особи у віці 18—64 років, 15,1 % — особи у віці 65 років та старші. Медіана віку мешканця становила 39,2 року. На 100 осіб жіночої статі у селищі припадало 94,8 чоловіків;  на 100 жінок у віці від 18 років та старших — 98,4 чоловіків також старших 18 років.
Середній дохід на одне домашнє господарство  становив 34 116 доларів США (медіана — 26 484), а середній дохід на одну сім'ю — 36 427 доларів (медіана — 27 000). За межею бідності перебувало 42,7 % осіб, у тому числі 59,3 % дітей у віці до 18 років та 10,0 % осіб у віці 65 років та старших.
Цивільне працевлаштоване населення становило 91 особа. Основні галузі зайнятості: роздрібна торгівля — 24,2 %, освіта, охорона здоров'я та соціальна допомога — 17,6 %, будівництво — 12,1 %, публічна адміністрація — 11,0 %.